# Norberto Ángeles
Norberto Ángeles Olvera (San Juan Tepa, 6 de junio de 1977 - 17 de agosto de 2020) fue un jugador de fútbol mexicano que se desempeñaba como defensa. Alcanzó la final de la Copa Libertadores con Cruz Azul en 2001.

## Trayectoria
Se formó en Cruz Azul jugando en la filial de Hidalgo, siendo dirigido por José Luis Trejo en la Primera División 'A'. En el verano 2000 debutó y jugó de refuerzo eventual al cuadro de la división de ascenso.
Fue miembro del plantel que alcanzó la final de la Copa Libertadores 2001.
En el Clausura 2003 se consolida con la salida de los extranjeros y de Sergio Almaguer, disputando varios partidos como titular. En el Apertura 2003 fue transferido al Querétaro, donde gozó de la titularidad hasta la desaparición del equipo, yendo a parar a la Primera A con Lobos BUAP y Gallos de Caliente, donde se retiró en 2006.

## Fallecimiento
Falleció de un infarto el 17 de agosto de 2020 a los cuarenta y tres años.

## Clubes
| Club                | País                | Año         | Partidos | Goles | Media |
| ------------------- | ------------------- | ----------- | -------- | ----- | ----- |
| Cruz Azul Hidalgo   | México              | 1997 - 1999 | 73       | 4     | 0.05  |
| Cruz Azul           | México              | 2000 - 2003 | 66       | 0     | 0     |
| Querétaro           | México              | 2003 - 2004 | 23       | 0     | 0     |
| Lobos BUAP          | México              | 2004 - 2005 | 15       | 0     | 0     |
| Gallos de Caliente  | México              | 2006        | 5        | 0     | 0     |
| Total en su carrera | Total en su carrera | 1997 - 2006 | 182      | 4     | 0.02  |

## Estadísticas

### Clubes
| Cruz Azul Hidalgo · México | 2.ª                 | 1997/98             | 23  | 1 | - | - | - | - | 23  | 1 |
| Cruz Azul Hidalgo · México | 2.ª                 | 1998/99             | 30  | 2 | - | - | - | - | 30  | 2 |
| Cruz Azul Hidalgo · México | 2.ª                 | 1999/00             | 20  | 1 | - | - | - | - | 20  | 1 |
| Cruz Azul Hidalgo · México | 2.ª                 | Total               | 73  | 4 | - | - | - | - | 73  | 4 |
| Cruz Azul · México | 1.ª                 | 2000                | 6   | 0 | - | - | - | - | 6   | 0 |
| Cruz Azul · México | 1.ª                 | 2000/01             | 7   | 0 | 1 | 0 | 5 | 0 | 13  | 0 |
| Cruz Azul · México | 1.ª                 | 2001/02             | 18  | 0 | 3 | 0 | - | - | 21  | 0 |
| Cruz Azul · México | 1.ª                 | 2002/03             | 21  | 0 | 2 | 0 | 3 | 0 | 26  | 0 |
| Cruz Azul · México | 1.ª                 | Total               | 52  | 0 | 6 | 0 | 8 | 0 | 66  | 0 |
| Querétaro · México | 1.ª                 | 2003/04             | 23  | 0 | - | - | - | - | 23  | 0 |
| Querétaro · México | 1.ª                 | Total               | 23  | 0 | - | - | - | - | 23  | 0 |
| Lobos BUAP · México | 2.ª                 | 2004/05             | 15  | 0 | - | - | - | - | 15  | 0 |
| Lobos BUAP · México | 2.ª                 | Total               | 15  | 0 | - | - | - | - | 15  | 0 |
| Gallos de Caliente · México | 2.ª                 | 2006                | 5   | 0 | - | - | - | - | 5   | 0 |
| Gallos de Caliente · México | 2.ª                 | Total               | 5   | 0 | - | - | - | - | 5   | 0 |
| Total en su carrera | Total en su carrera | Total en su carrera | 168 | 4 | 6 | 0 | 8 | 0 | 182 | 4 |
| (1)Incluye datos de la Pre Pre Libertadores (2000, 2001 y 2002). (2)Incluye datos de la Copa Pre Libertadores (2001 y 2003) y Copa Libertadores (2001 y 2003). |                     |                     |     |   |   |   |   |   |     |   |

## Palmarés

### Torneos clasificatorios
| Título                    | Club      | País   | Año  |
| ------------------------- | --------- | ------ | ---- |
| Pre Pre Libertadores      | Cruz Azul | México | 2000 |
| Liguilla Pre-Libertadores | Cruz Azul | México | 2000 |